# Жил Висенте (футбольный клуб)
«Жил Висе́нте» (порт. Gil Vicente Futebol Clube, португальское произношение: [ˈʒiɫ viˈsẽt(ɨ)]) — португальский футбольный клуб из города Барселуш, выступающий в Примейра-лиге. Основан в 1924 году. Домашние матчи проводит на стадионе «Сидаде де Барселуш», вмещающем 12 500 зрителей. Клуб назван в честь португальского драматурга. Всего клуб провёл в высшем дивизионе 21 сезон, лучшим достижением клуба является 5-е место в чемпионатах Португалии 1999/2000 и 2021/22, во втором случае это позволило футболистам клуба впервые в истории сыграть в еврокубковых матчах — розыгрыше Лиги конференций УЕФА, стартуя с 3-го раунда квалификации.

## История
«Жил Висенте» был основан 3 мая 1924 года после создания других клубов города Барселуша, таких как «Barcelos Sporting Club» и «União Football Club Barcelense». Идея создания нового клуба пришла в голову четырём друзьям, каждый вечер игравшим в футбол рядом с городским театром, названным в честь португальского поэта Жила Висенте. Первоначальное название команды было «Gil Vicente Football Barcelense».
Первые матчи команда проводила на стадионе «Campo da Estação», который принадлежал клубу — «Triunfo Sport Club». 3 мая 1933 года «Жил Висенте» начал играть на своём стадионе — «Кампу да Гранжа» (порт. Campo da Granja). Первый матч собрал 5 012 зрителей. Позже стадион был переименован в «Аделину Рибейру Нову» в честь вратаря клуба, умершего 16 сентября 1946 года во время матча.
Впервые клуб вышел в высшую португальскую лигу в 1990 году. В 1997 году «Жил Висенте» вылетел в Лигу Онра, но через два года вернулся. Высшее место клуба — пятое, было достигнуто после возвращения в португальскую лигу в сезоне 1999—2000 под руководством Алвару Магальяйнша, бывшего игрока «Бенфики».
Клуб проводил свои домашние матчи на «Аделину Рибейру Нову» до 2004 года. Перед началом сезона 2004—2005 «Жил Висенте» переехал на новый стадион «Сидаде де Барселуш». Старый стадион используется молодёжными составами клуба. «Сидаде де Барселуш» принадлежит муниципалитету города, на нём были сыграны два матча чемпионат Европы по футболу среди молодёжных команд в 2006 году: Сербия и Черногория — Германия и Португалия — Сербия и Черногория.
Цвета клуба менялись несколько раз. Первоначально футболки были красные, затем зелёные в белую горизонтальную полоску. Потом были жёлтые, красные (цвета города) и затем синие футболки. В последнее время, домашняя форма клуба — красные футболки и белые трусы, гостевая форма — синие футболки и трусы.

### Дело Матеуша
В сезоне 2005/06 «Жил Висенте» дозаявил ангольского футболиста Матеуша для участия в чемпионате. Однако по окончании первенства (клуб первоначально сохранил прописку в высшей лиге, заняв 13-е место) выяснилось, что игрок не имел должным образом зарегистрированного в FIFA статуса профессионального футболиста, а значит, не имел права играть в высшей лиге. Выбывший «Белененсеш» подал жалобу в Федерацию футбола Португалии, в результате которой «Жил Висенте» был исключён из высшей лиги (его место занял истец «Белененсеш»).
Клуб обратился в гражданский суд (который вынес решение в его пользу). FIFA крайне негативно отреагировала на этот факт, так как имеет чёткую позицию, что все футбольные юридические вопросы должны регулировать исключительно спортивными организациями, и пригрозила отлучением португальских клубов и сборной от международных соревнований. «Жил Висенте» был оставлен во второй лиге и лишён 6 очков за обращение в гражданский суд. Также клуб был отстранён от участия в кубке страны на один сезон. Две его молодёжные команды также были отстранены от участия в первенстве на один сезон.

### История логотипов
- 2005—2021

## Достижения
- Сегунда лига:
  - Победитель (2): 1998/99, 2010/11
- Кубок португальской лиги
  - Финалист: 2012

## Выступления в еврокубках
| Сезон   | Турнир                | Раунд    | Соперник | Дома | В гостях | Общий счёт | Итог |
| ------- | --------------------- | -------- | -------- | ---- | -------- | ---------- | ---- |
| 2022/23 | Лига конференций УЕФА | 3-й КР   | Рига     | 4:0  | 1:1      | 5:1        |      |
| 2022/23 | Лига конференций УЕФА | Плей-офф | АЗ       | 2:1  | 4:0      | 1:6        |      |

## Текущий состав
| №  |            | Поз. | Имя                                    | Год рождения |
| -- | ---------- | ---- | -------------------------------------- | ------------ |
| 1  | Россия     | Вр   | Станислав Крицюк                       | 1990         |
| 3  | Бразилия   | Защ  | Лукас Кунья                            | 1997         |
| 4  | Португалия | Защ  | Нэ Лопиш                               | 2000         |
| 5  | Того       | Защ  | Эммануэль Хакман                       | 1995         |
| 6  | Бразилия   | Защ  | Лукас Баррос                           | 1999         |
| 7  | Франция    | ПЗ   | Билель Ауашерия                        | 1994         |
| 8  | Грузия     | ПЗ   | Георгий Абурджания                     | 1995         |
| 9  | Испания    | Нап  | Фран Наварро                           | 1998         |
| 10 | Япония     | ПЗ   | Каня Фудзимото                         | 1999         |
| 11 | Португалия | ПЗ   | Бубакар Ханне                          | 1999         |
| 12 | Португалия | Вр   | Брайан Араужу                          | 2000         |
| 15 | Португалия | Защ  | Карраса (аренда из «Порту»)            | 1993         |
| 17 | Испания    | ПЗ   | Кевин (аренда из «Малаги»)             | 2001         |
| 18 | Япония     | ПЗ   | Мидзуки Араи (аренда из «Токио Верди») | 1997         |

| №  |            | Поз. | Имя                                | Год рождения |
| -- | ---------- | ---- | ---------------------------------- | ------------ |
| 19 | Испания    | Защ  | Адриан Марин                       | 1997         |
| 20 | Уругвай    | Нап  | Хуан-Мануэль Боселли               | 1999         |
| 21 | Бразилия   | ПЗ   | Витор Карвальо                     | 1997         |
| 25 | Португалия | ПЗ   | Тиба                               | 1988         |
| 26 | Португалия | Защ  | Рубен Фернандиш                    | 1986         |
| 30 | Иран       | Нап  | Али Алипур                         | 1995         |
| 42 | Бразилия   | Вр   | Эндрю                              | 2001         |
| 44 | Гана       | Нап  | Эрик Айя                           | 2000         |
| 55 | Португалия | Защ  | Энрики Гомиш                       | 1995         |
| 57 | Бразилия   | ПЗ   | Матеус Буэно                       | 1998         |
| 72 | Португалия | Защ  | Томаш Араужу (аренда из «Бенфики») | 2002         |
| 77 | Бразилия   | ПЗ   | Мурило                             | 1994         |
| 78 | Португалия | Защ  | Данилу Вейга                       | 2002         |
| —  | Бразилия   | Защ  | Диого Силва                        | 1995         |